# Alex Gonzalez
Alex Gonzales (* 16. března 1951) je bývalý francouzský atlet, běžec.

## Sportovní kariéra
Na olympiádě v Moskvě v roce 1980 v běhu na 1500 metrů skončil v semifinále. O rok později startoval na evropském halovém šampionátu v Grenoblu v běhu na 3000 metrů. V závodě, který omylem rozhodčích byl o kolo (180 metrů) kratší, zvítězil. V pozdějších letech se věnoval zejména maratonu. Při startu na olympiádě v Soulu v roce 1988 doběhl 37.